# Euchromia koshunna
Euchromia koshunna là một loài bướm đêm thuộc phân họ Arctiinae, họ Erebidae.